# Niceforonia
Niceforonia es un género de anfibios anuros de la familia Craugastoridae. Las especies del género se distribuyen principalmente por los páramos de alta montaña de las cordilleras andinas de Colombia, Ecuador y Perú pero también por la región amazónica de Ecuador y del norte de Perú. Niceforonia estaba antes incluido en el género Phrynopus y recientemente las especies del género Hypodactylus se incluyeron en Niceforonia.

## Especies
Tiene descritas 15 especies:
- Niceforonia adenobrachia (Ardila-Robayo, Ruiz-Carranza, & Barrera-Rodriguez, 1996)
- Niceforonia aderca (Lynch, 2003)
- Niceforonia araiodactyla (Duellman & Pramuk, 1999)
- Niceforonia babax (Lynch, 1989)
- Niceforonia brunnea (Lynch, 1975)
- Niceforonia columbiana (Werner, 1899)
- Niceforonia dolops (Lynch & Duellman, 1980)
- Niceforonia elassodiscus (Lynch, 1973)
- Niceforonia fallaciosa (Duellman, 2000)
- Niceforonia latens (Lynch, 1989)
- Niceforonia lucida (Cannatella, 1984)
- Niceforonia mantipus (Boulenger, 1908)
- Niceforonia nana Goin & Cochran, 1963
- Niceforonia nigrovittata (Andersson, 1945)
- Niceforonia peraccai (Lynch, 1975)